# 1620
1620 (MDCXX) je bilo prestopno leto, ki se je po gregorijanskem koledarju začelo na sredo, po 10 dni počasnejšem julijanskem koledarju pa na soboto.

## Rojstva
- 21. julij - Jean-Felix Picard, francoski astronom, duhovnik († 1682)
- 25. september - François Bernier, francoski zdravnik, popotnik in filozof († 1688)
- - lord William Brouncker, angleški matematik († 1684)

## Smrti
- 23. april - Hajim ben Jožef Vital, italijanski judovski mistik, rabin (* 1543)
- William Keeling, angleški kapitan (* 1578)